# Girolamo Recanati Capodiferro
Pour les articles homonymes, voir Recanati (homonymie).
Girolamo Recanati Capodiferro, né à Rome, le 22 juin 1502 et mort à Rome le 1er décembre 1559, est un cardinal italien du XVIe siècle.

## Biographie
Girolamo Recanati Capodiferro (Jérôme Ricevalli), originaire de Rome, capitale des États pontificaux, est né le 22 juin 1502.
Il fait partie de la cour du cardinal Alessandro Farnese, futur pape Paul III. Il exerce des fonctions au sein de la Curie romaine et il est notamment nonce au Portugal, puis en France pour annoncer le concile de Trente. Il est trésorier de la Chambre apostolique. Au retour du Concile, il est fait dataire. Il est consacré évêque de Nice le 6 février 1542 (Angley donne par erreur 1544). Il résigne au cours de l'année 1544 et est transféré sur le siège de Maurienne où il devient évêque le 30 juillet 1544 (Angley donne par erreur 1551). Il est le premier de la série des évêques ayant occupé le siège de Saint-Jean-de-Maurienne et ne s'y étant pas rendu. Il est surnommé Capo di Ferro.
Peu de temps après, le pape Paul III le crée cardinal lors du consistoire du 19 décembre 1544,. Il est nommé légat apostolique en Romandiola (it) en 1545. Il est fait Cardinal-prêtre de San Giorgio in Velabro, le 9 janvier 1545. Le cardinal Recanati participe au conclave de 1549-1550 lors duquel Jules III est élu, aux deux conclaves de 1550 (élection de Marcel II et élection de Paul IV).
Girolamo Recanati Capodiferro meur le 1er décembre 1559, à Rome,. Il meurt lors du conclave de 1559 où Pie IV est élu.